# Sauðaklifshöfði
Sauðaklifshöfði är en kulle i republiken Island. Den ligger i regionen Norðurland eystra, 300 km nordost om huvudstaden Reykjavík. Toppen på Sauðaklifshöfði är 384 meter över havet.
Trakten runt Sauðaklifshöfði är nära nog obefolkad, med mindre än två invånare per kvadratkilometer. Det finns inga samhällen i närheten. Trakten runt Sauðaklifshöfði består i huvudsak av gräsmarker.